# وسام حنا
وسام حنا (18 أبريل 1981-) عارض أزياء، ممثل، مقدم برامج لبناني حاصل على لقبي، ملك جمال لبنان 2005 وملك جمال العالم 2006 .

## حياته الخاصة
ولد في بلدة جزين عاش طفولته في جنوب لبنان شرق صيدا عين المير ترعرع في الدير تمنت والدته السيدة ماري أن يصبح راهبا تربى على أسس المسيحيّة قضى سنة ونصف في الإكليريكيّة لكنه خرج منها بسبب ضغط الأهل لديه أخت إسمها ريتا كانت متزوجة من الممثل عادل كرم
عام 2004 شارك بمسابقة ملك جمال لبنان لكن لم يقبل.

## مشواره المهني
تخرج من كلية الحقوق وأجرى دراسات معمقة في العلاقات الدولية والديبلوماسية.
درس في أميركا في New York Film Academy تدرب على كل شيء قبل دراسة التمثيل.
شغل منصب وزير الدفاع ووزير الإعلام بالوكالة في الحكومة الشبابية التي شكلها الحريري العام 2000
عمل كعارض أزياء في وكالة نضال بشراوي وفي عام 2005 حصل على لقب ملك جمال لبنان ثم نال لقب مان هنت 2005 في كوريا الشمالية ولقب ملك جمال العالم عام 2006 في سنغافورة.
كان من الذين عملوا على قانون إلزامية التعليم حتى سن الخامسة عشرة، إضافة إلى عمله في عدد من مؤسسات المجتمع المدني في لبنان.
درس التمثيل مع المخرج جلال خوري في جامعة القديس يوسف عام 2006 وخضع لكاستينغ للمشاركة في فيلم عالمي مع المخرج الإيطالي الشهير فرانكور زفيريلي، إلاّ أن العدوان الإسرائيلي على لبنان صيف 2006 حال دون ذلك.
قبل التلفزيون شارك إذاعياً في أكثر من مسلسل مع الكاتب فراس جبران، وتلفزيونيّاً في الدراما الدينيّة مع الكاتبة كلود أبو حيدر في سلسلة نور من نور،
بدأ بالتمثيل عام 2007 وفي تقديم البرامج عام 2008 إضافة لكونه أحد الوجوه الإعلانية لإحدى ماركات الملابس الرجالية fiordelli منذ العام 2005 حتى الآن.
عام 2014 شارك كمتسابق في برنامج الرقص مع النجوم على شاشة إم تي في اللبنانية، وحصل على المركز الخامس
شارك في لجنة تحكيم ملكة جمال لبنان 2015
في سبتمبر 2015 أُشيع خبر زواجة من الممثلة جويل داغر في صورة نشرة لهما تبين فيما بعد أنها صور من مسلسل الحرام الذي قام ببطولته 
في 22 أبريل 2016 عاد ليطل مرة أخرى على شاشتي إل بي سي وإل دي سي كمقدم برنامج ألعاب ترفيهي واجتماعي بعنوان حسابك عنا يقوم على ألعاب، أسئلة، دولاب، وحظّ، ضمن مراحل عدة تتنافس فيها أربع عائلات مؤلّفة من «الحماة والكنّة»، بهدف تجميع النقاط وإقفال جزء من الدين.

## أعماله

### مسلسلات
- (2024): القدر
- (2023): دفعة لندن
- (2022): التحدي السر
- (2022):جوقة عزيزة
- (2020):رصيف الغرباء
- (2020):غربة
- (2020):سر
- (2019): بالقلب
- (2019): بردانة أنا
- (2018): ثورة الفلاحين
- (2018): قسمة وحب
- (2018): حدوتة حب (خماسية شهر عسل)
- (2018): عندي قلب[7]
- (2017): فخامة الشك[8]
- (2017):شبابيك
- (2016):يا ريت
- (2016): كواليس المدينة
- (2016): الحرام
- (2016): سمرا
- (2015): صولو الليل الحزين
- (2015): ذات ليلة
- (2014): وصايف
- (2014): عشق النساء
- (2014): عشرة عبيد صغار
- (2013): جذور
- (2012): أجيال 2
- (2012): عندما يبكي التراب
- (2011): خيوط في الهواء
- (2011): الحب القديم
- (2010): أجيال
- (2009): جود
- (2007): للحب وجه آخر

### أفلام
- (2024:المزرعة[9]

### الفيديوكليبات التي شارك فيها كموديل
| العام                | الأغنية                      | الفنانة         |
| -------------------- | ---------------------------- | --------------- |
| (2005)               | ليلة من الليالي              | سيرين عبد النور |
| (2006) (2008) (2009) | يلي، طب وأنا مالي، تعا حبيبي | نورهان          |
| (2007)               | إشتاق                        | نيللي مقدسي     |

### تقديم البرامج
| القناة                         | عرض على               | العام      |
| ------------------------------ | --------------------- | ---------- |
| برنامج ديني                    | تيلي لوميار الدينية   |            |
| عالم الصباح                    | تلفزيون المستقبل      | 2008-2012  |
| شوباهوليك بمشاركة مع لانا خطاب | تلفزيون المستقبل      | 2010       |
| تيلي ستارز بمشاركة كارين سلامة | تلفزيون المستقبل      | 2015       |
| نشرة أخر الأخبار               | روتانا موسيقى         | 2005       |
| حسابك عنا                      | ال بي سي آي، ال دي سي | 2016 -2019 |
| عيّد معنا                       | ال بي سي آي           | 2021-2023  |
| ما تفكر مرتين                  | ال بي سي آي           | 2023       |
| أكرم من مين                    | ال بي سي آي           | 2024-2025  |

## الجوائز
- (2013): حاز على جائزة أفضل ممثل شاب عام من أو تي في عن مسلسل جذور  لبنان
- (2016): أفضل ممثل لبناني وأفضل ممثل مساعد عربي، في رمضان 2016 عن دوره مسلسل يا ريت حسب استفتاء مجلة سيدتي [10] الإمارات العربية المتحدة
- (2021) - تكريم من مهرجان «الموريكس دور» عن مجمل أعماله. لبنان[11]
- (2024): جائزة الموريكس دور  للنجاح الجماهيري عن البرامج التلفزيونية أكرم من مين وعيد معنا  لبنان [12]